# George Scott III
George Scott III, rodným jménem George Leonard Scott III, (16. října 1953 – 5. srpna 1980) byl americký baskytarista, který hrál mimo jiné s Lydií Lunch ve skupině 8 Eyed Spy, s Johnem Calem, a Jamesem Chancem.

## Kariéra
Od roku 1977 hrál v kapele James Chance and the Contortions, s níž nahrál čtyři písně pro kompilaci různých umělců No New York (1978). Kapelu opustil před vznikem jejího debutového alba Buy (1979; hraje pouze v bonusových písních [koncertních nahrávkách], vydaných na reedici alba). Následně s několika členy založil kapelu James White & The Blacks, s níž nahrál její první desku Off White (1979). V roce 1979 působil v doprovodné skupině Johna Calea, hraje na koncertním albu Sabotage/Live.
Následně založil spolu se zpěvačkou Lydií Lunch skupinu 8 Eyed Spy, ve které hrál až do své smrti. Skupina se rozpadla několik měsíců po jeho smrti. Ke konci svého života rovněž působil ve skupině Raybeats, která zůstala aktivní i po jeho smrti (na prvním albu Guitar Beat je několik písní, na kterých se podílel autorsky, na albu však již nehraje). Krátce hrál také ve skupině Human Switchboard. Zemřel v New Yorku v srpnu 1980 na předávkování heroinem ve svých šestadvaceti letech. Pohřben byl v rodné Iowě. Kapela The dB's mu věnovala své první album Stands for Decibels (1981). Posmrtně vyšly jeho nahrávky se skupinou Jack Ruby.

## Diskografie
- Off White (James White & The Blacks, 1979)
- Sabotage/Live (John Cale, 1979)
- 8 Eyed Spy (8 Eyed Spy, 1981)
- Live (8 Eyed Spy, 1981)
- Jack Ruby (Jack Ruby, 2011; nahráno v 70. letech)